# Scopula apicipunctata
Scopula apicipunctata är en fjärilsart som beskrevs av Hugo Theodor Christoph 1881. Scopula apicipunctata ingår i släktet Scopula och familjen mätare. Inga underarter finns listade.